# لغابه (یمن)
 لغابه  روستای بزرگی از توابع استان مَحویت در کشور یمن و در شبه جزیره عربستان واقع می‌باشد. 

## جمعیت
تعداد جمعیتش در حدود ۵۳۷ نفر می‌باشد. در ضلع شمالی دهستان بقایا قلعهٔ بزرگی وجود دارد.